# Jiangcheng (Pu’er)

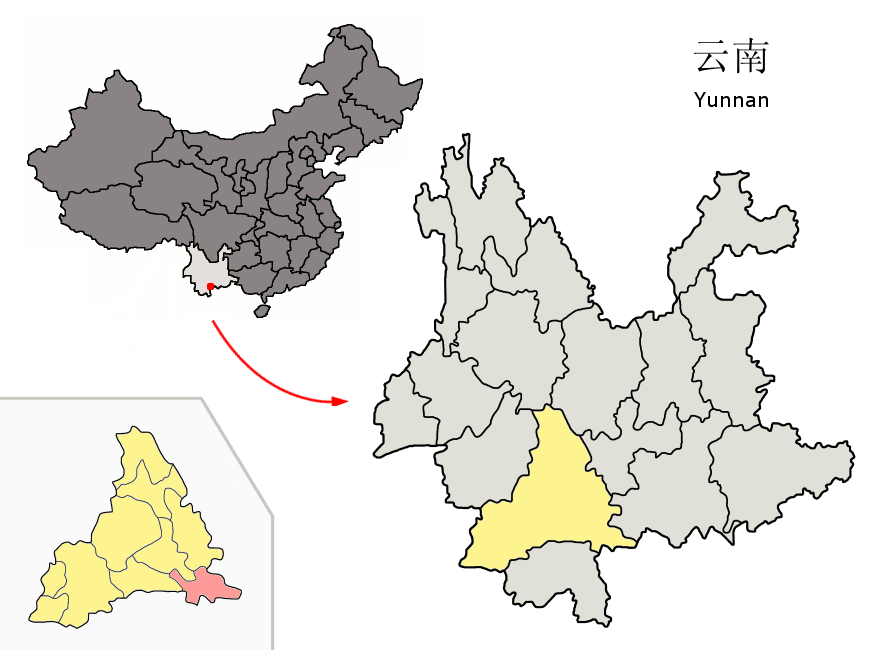
Lage von Jiangcheng (rosa) in der bezirksfreien Stadt Pu'er, Provinz Yunnan

Der Autonome Kreis Jiangcheng der Hani und Yi (江城哈尼族彝族自治县,  Jiāngchéng Hānízú Yízú Zìzhìxiàn) ist ein autonomer Kreis der Hani und Yi in der bezirksfreien Stadt Pu’er im Südwesten der chinesischen Provinz Yunnan. Er hat eine Fläche von 3.447 Quadratkilometern und zählt 111.033 Einwohner (Stand: Zensus 2020). Sein Hauptort ist die Großgemeinde Menglie (勐烈镇).

## Administrative Gliederung
Auf Gemeindeebene setzt sich der autonome Kreis aus fünf Großgemeinden und zwei Gemeinden zusammen. Diese sind:
- Großgemeinde Menglie (勐烈镇)
- Großgemeinde Zhengdong (整董镇)
- Großgemeinde Kangping (康平镇)
- Großgemeinde Baocang (宝藏镇)
- Großgemeinde Qushui (曲水镇)

- Gemeinde Guoqing (国庆乡)
- Gemeinde Jiahe (嘉禾乡)